# Nebria pallipes
Nebria pallipes es una especie de escarabajo del género Nebria, familia Carabidae. Fue descrita por Say en 1823.
Ambos sexos son de color negro con patas anaranjadas. Miden 10-12 mm, siendo los machos más grandes que las hembras.
Viven en las orillas rocosas de arroyos donde se alimentan de especies acuáticas. Posiblemente pasan el invierno en estadio de larva. Se encuentran en el este de los Estados Unidos (hasta Georgia y Carolina del Norte) y Canadá.